# Munk Veronika
Munk Veronika (Budapest, 1979 –) magyar újságíró, egyetemi oktató, az Index.hu főszerkesztő-helyettese 2017–2020 között, majd a Telex.hu alapító-főszerkesztője 2020–2021 között, 2021-től 2023-ig pedig a tartalomfejlesztési vezetője. 2023-tól a Denník N közép-európai médiavállalat innovációért és új piacokért felelős igazgatója.

## Életpályája
Kőbányán nőtt fel, szülei egyetemi oktatók. A budapesti Szent István Gimnáziumban érettségizett, matematika szakos volt. 1998–2003 között szociológia, 2000–2005 között kommunikáció szakon tanult és végzett az ELTE-n. 2007 és 2011 között az ELTE TáTK Kisebbségszociológiai tanszékén, 2015 óta a bölcsészettudományi kar Média és kommunikáció tanszékén dolgozik óraadóként, 2017-2019-ig egyetemi tanársegéd, majd adjunktus lett ugyanezen a tanszéken. 2014-ben doktori fokozatot szerzett az ELTE-n média és kommunikáció tudományból. Disszertációjának címe: Roma sztárok médiareprezentációja Magyarországon. 2017-ben könyvet írt a Németországban dolgozó magyar szexmunkásokról.
2002-től 2020 augusztusáig az Index.hu-nál dolgozott, előbb a tech-tudomány rovatnál, majd 2006-tól politikai újságíróként, 2019 szeptemberétől távozásáig egyben a hírportál főszerkesztő-helyettese volt. Felmondását követően ő állt az Index.hu-tól vele együtt tömegesen távozó újságírók élére, illetve ő lett a távozók jelentős részével 2020 őszén alapított új hírportál, a Telex.hu főszerkesztője, majd tartalomfejlesztési vezetője 2023 nyaráig. Azután a szlovákiai központú Denník N innovációért és új piacokért felelős igazgatója.
Férje Nádori Péter újságíró-menedzser, a Telex.hu alapítótagja. Két lányukkal Budapesten élnek.

## Díjai, elismerései
- Szegő Tamás újságíródíj első helyezettje (2009)
- Lila szalag újságíródíj első helyezettje (2009)
- Antistigma-díj első helyezettje (2014)
- a Robert Bosch alapítvány Reporters in the Field programjának ösztöndíjasa (2016)
- Legbefolyásosabb női médiavezetők, Forbes (2021)[15]

## Könyve
- Munk Veronika: Kéjutca – Magyar szex euróért (2017) Bookline könyvek ISBN 9789634330578